# 埃尔斯尼希
埃尔斯尼希（德語：Elsnig）是德国萨克森州的市镇，隶属于北萨克森县。总面积为36.9平方千米，截至2023年12月31日总人口为1,360人。